# Langdysse von Landbogård

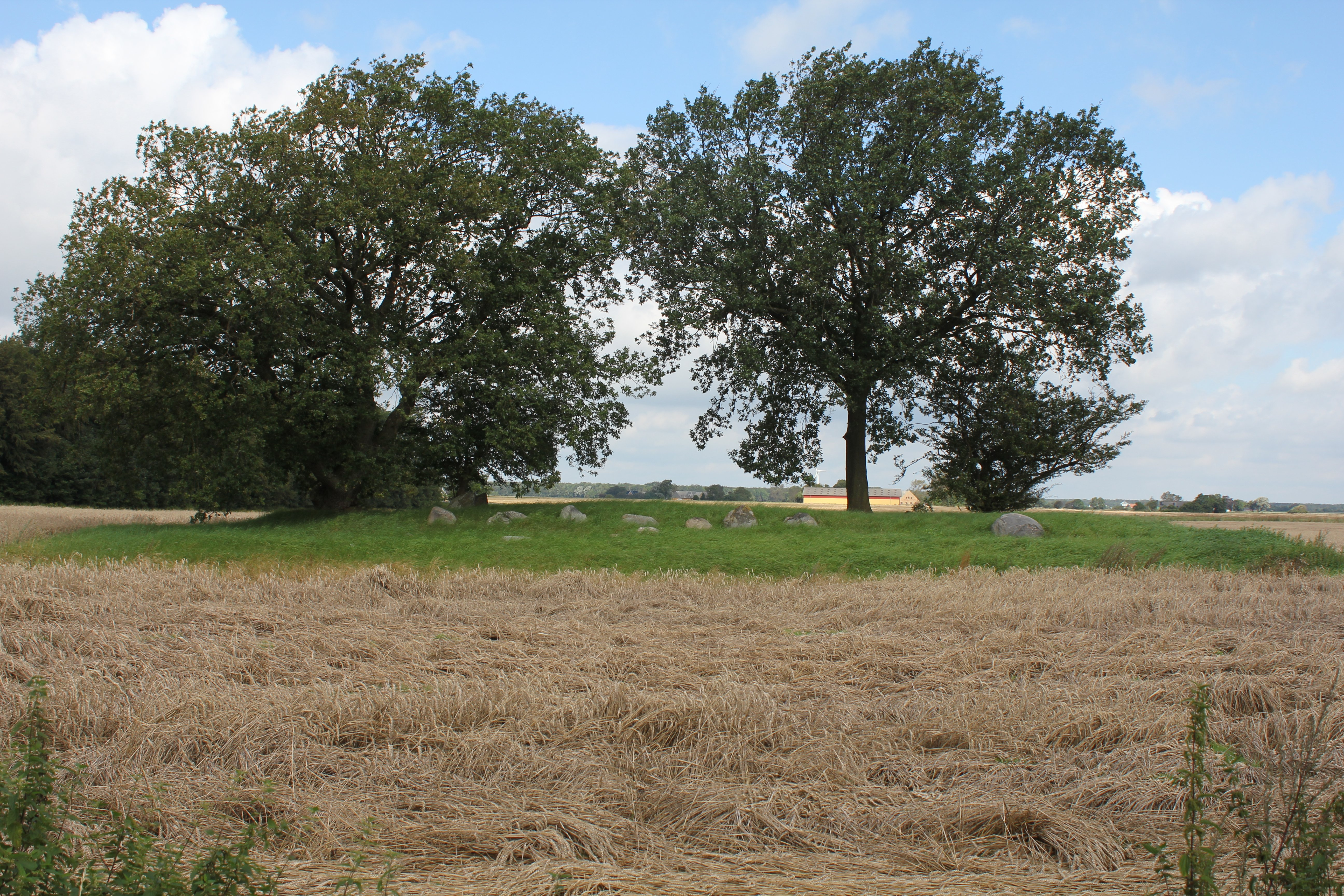
Der Barnehøi

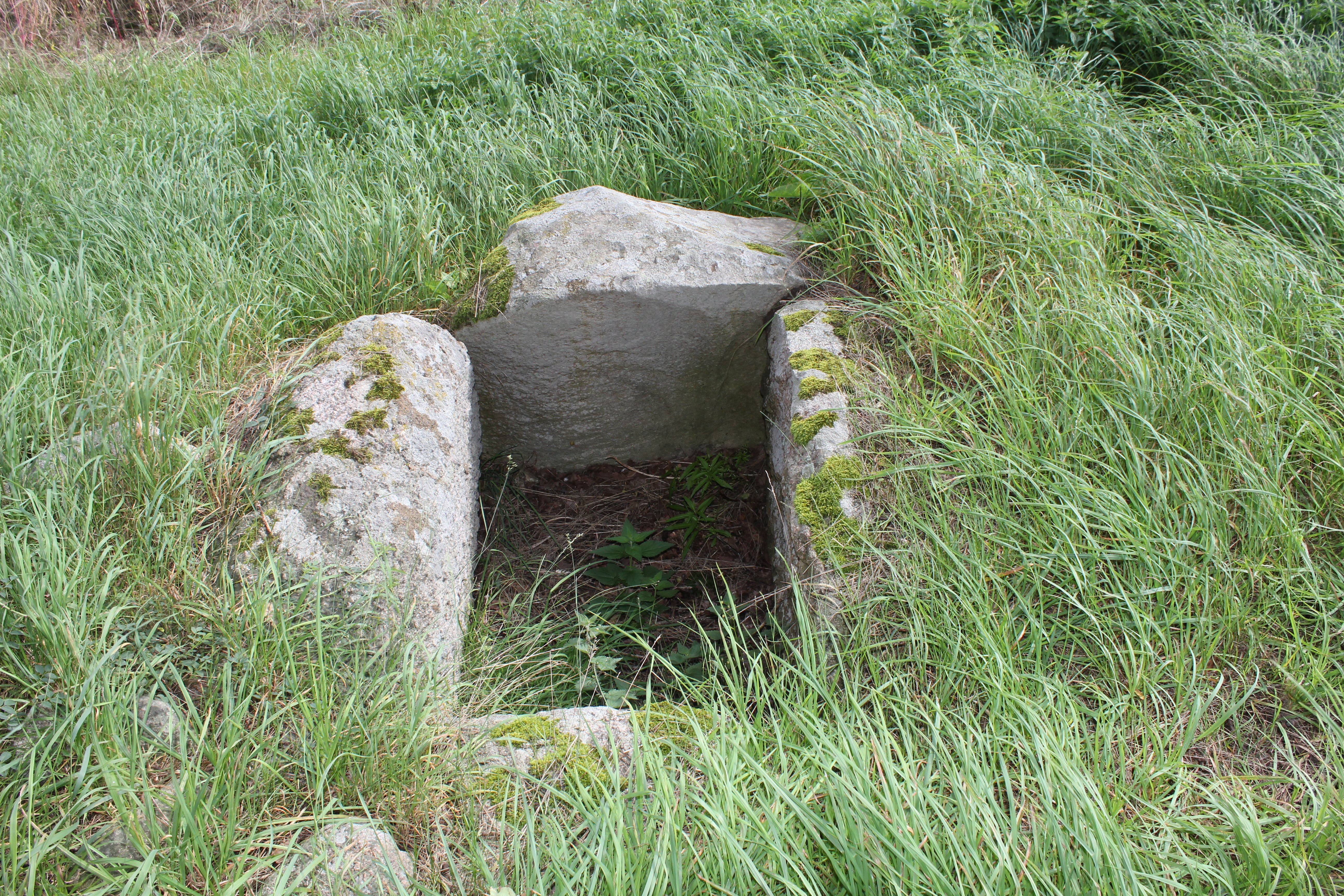
Kammer im Barnehøi

Der Langdysse von Landbogård (auch Barnehøj Landbogaard genannt) liegt in Kettinge, nahe der Straße nach Frejlev auf der Insel Lolland in Dänemark. Er ist eine Megalithanlage der Trichterbecherkultur (TBK) und entstand zwischen 3500 und 2800 v. Chr.
Der Langdysse mit ehemals zwei Kammern liegt in einem Ost-West  orientierten rechteckigen Hügel von etwa 29 m Länge, 7,8 m Breite und 1,3 m  Höhe. Die Randsteine der nördlichen und südlichen Langseite sind nahezu vollständig, wenn auch selten in situ erhalten. Der Hügel ist im Westen auf etwa  9,0 m und im Osten, 7,0 m  abgepflügt. Im Westen verläuft quer zur Längsachse eine alte Randsteinreihe (2 Steine) über den Hügel. Alle Randsteine sind relativ groß.
Die Westkammer ist ein 1,75 × 0,75 m messender, eingetiefter rechteckiger Urdolmen mit vier teils stark einwärts geneigten Tragsteinen. Der Deckstein fehlt. Die Ostkammer ist nicht erhalten.